# Saint-Yrieix-sous-Aixe
Saint-Yrieix-sous-Aixe este o comună în departamentul Haute-Vienne din centrul Franței. În 2009 avea o populație de 398 de locuitori.

## Evoluția populației
| An        | 1975 | 1982 | 1990 | 1999 | 2006 | 2009 |
| --------- | ---- | ---- | ---- | ---- | ---- | ---- |
| Populație | 291  | 266  | 277  | 312  | 373  | 398  |